# Macroglossum subnubila
Macroglossum subnubila är en fjärilsart som beskrevs av Schultz. 1903. Macroglossum subnubila ingår i släktet Macroglossum och familjen svärmare. Inga underarter finns listade i Catalogue of Life.